# المواجهة (مسلسل)
المواجهة مسلسل دراما كويتي للكاتب محمد الكندري وإخراج حسين الحليبي. تم عرضة في رمضان 2018. 

## قصة العمل
عمل درامي جديد، يتطرق للحب وأسراره في حياة البشر وأثره في تغير حياتهم، ففي كل حلقة حكاية لدور الحب وأسراره الجميلة في جو رومانسي لا يخلو من الكوميديا والتراجيديا، حيث تدور الأحداث بين أربعة شخصيات عبد الله وليالي وصقر وأنوار بعد أن تجمعهم قصة حب غريبة بالأحداث الدرامية المشوقة في إطار من المغامرات والصدف بين فلسفة الحب والانتقام والمفارقات الدرامية والصراع من أجل الحب الشريف في مواجهة ظروف ومصاعب الحياة في المجتمع الخليجي.

## أبطال المسلسل
| الممثل        | الدور      |
| ------------- | ---------- |
| حسين المنصور  | عبد الرزاق |
| شجون الهاجري  | ليالي      |
| حمد اشكناني   | عبد الله   |
| فهد باسم      | ضاري       |
| نور الغندور   | انوار      |
| محمد العلوي   | صقر        |
| صابرين بورشيد | نوف        |
| زينب غازي     | نورة       |
| سعود بوشهري   | حمد        |
| بيهانا        | اسيل       |
| شيماء قمبر    | زينب       |
| جونا          | شهد        |
| شاهين الشاهين | مشعل       |
| غرور          | لطيفة      |
| محمد خليل     | وليد       |
| سعد كنعان     | راشد       |